# Niklas Gudmundsson
Niklas Lars Roger Gudmundsson, född 29 februari 1972 i Trönninge, är en svensk före detta fotbollsspelare. Han började sin karriär i klubben Trönninge IF, en bit utanför Halmstad.
Under sin karriär spelade han i allsvenskan för Halmstads BK, Malmö FF och IF Elfsborg och i England för Blackburn Rovers och Ipswich Town. Gudmundsson spelade sju landskamper för Sveriges landslag och ingick i OS-truppen 1992. Han är far till fotbollsspelaren Gabriel Gudmundsson.

## Karriär
Gudmundsson debuterade för Halmstads A-lag 1988 i en match mot Oddevold. HBK kvalificerade sig den säsongen för Allsvenskan och Gudmundsson gjorde allsvensk debut sommaren 1989. Från och med säsongen 1990 var han ordinarie i lagets startelva. Gudmundsson var en av Halmstads viktigaste spelare under flera säsonger, och under sin sista säsong 1995 kom en av hans bäst ihågkomna prestationer då han gjorde två mål i en oväntad 3-0-seger över Parma, då ett av Europas bästa lag, i andra omgången av Cupvinnarcupen.
Efter säsongen 1995 blev det klart att Gudmundsson skulle flytta till Blackburn Rovers, som då var regerande mästare i Premier League. Till en början spelade han för klubben på lån från december 1995. Kort före låneavtalet löpte ut i mars 1996 köpte Blackburn Gudmundsson för 7,2 miljoner kronor. Konkurrensen var tuff och han lånades senare ut till Ipswich i Championship. Ipswich avrundade säsongen med att kvala till Premier League, Gudmundsson gjorde mål i kvalfinalen mot Sheffield United men laget misslyckades med att kvalificera sig för högstadivisionen. Han trivdes i Ipswich och önskade stanna men klubben hade inte tillräckliga ekonomiska resurser för att köpa honom.
Gudmundsson flyttade 1997 till Malmö FF. Han var med då MFF för första gången någonsin trillade ur Allsvenskan 1999. Gudmundsson stannade degraderingen till trots kvar i MFF under säsongen i Superettan och hjälpte dem tillbaka till Allsvenskan. Inför 2000 flyttade han till IF Elfsborg, med vilka han vann svenska cupen 2000/2001. Han avslutade fotbollskarriären med att spela fyra säsonger för Ängelholms FF.
Gudmundsson har senare arbetat som bland annat säljare och försäkringsförmedlare.

## Meriter
- Svenska cupen (2):
  - med Halmstad 1994/1995
  - med Elfsborg 2000/2001

- HP:s Dribbler 1990